# UTC+7

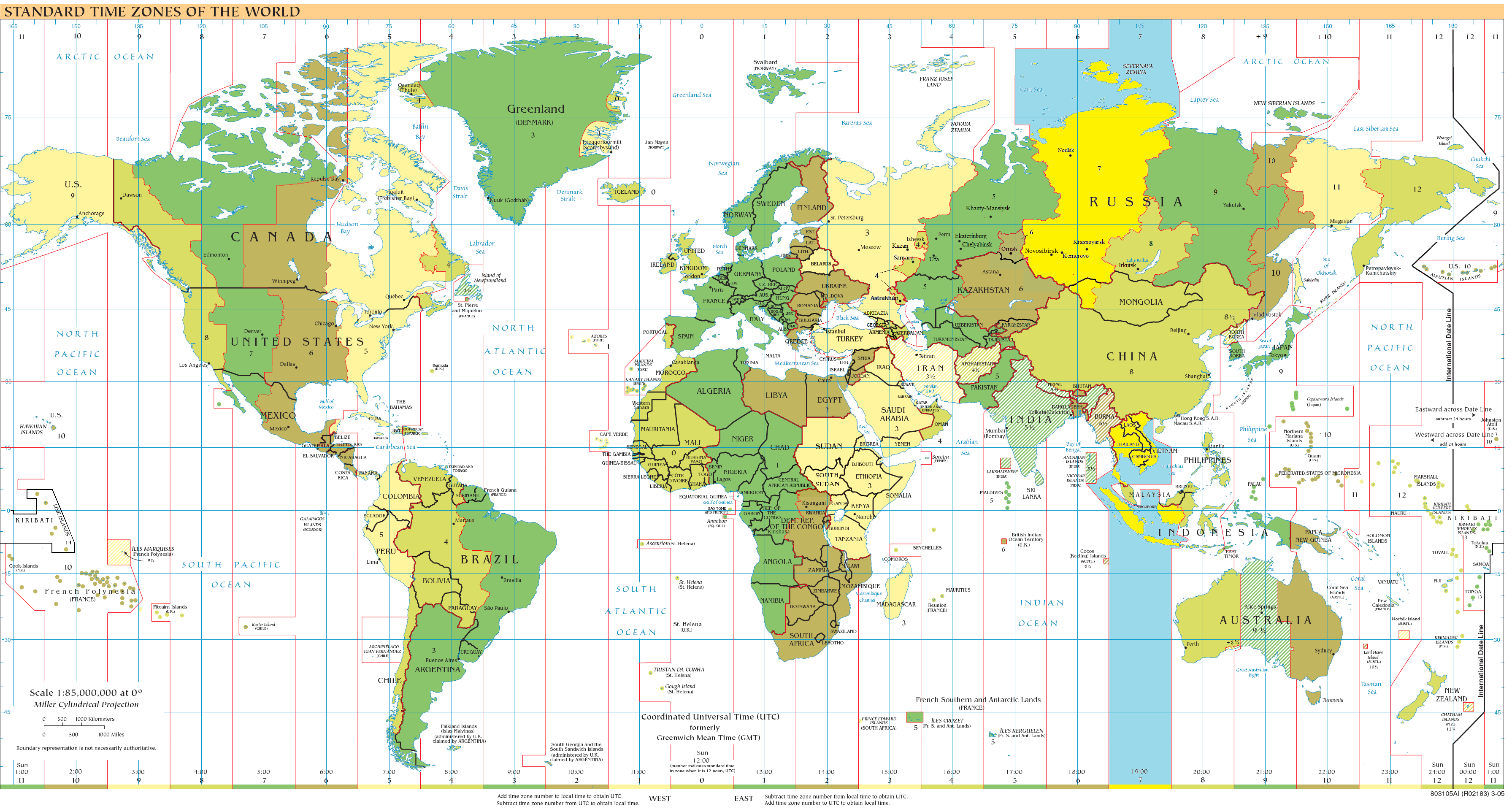
wintertijd
zomertijd
aan land, gehele jaar
op zee, gehele jaar

UTC+7 is de tijdzone voor:
| Landen en gebieden met UTC+7 als standaardtijd                              | Landen en gebieden met UTC+7 als standaardtijd | Landen en gebieden met UTC+7 als standaardtijd                       |
| Landen en gebieden zonder zomertijd                                         | Landen en gebieden zonder zomertijd            | Landen en gebieden zonder zomertijd                                  |
| --------------------------------------------------------------------------- | ---------------------------------------------- | -------------------------------------------------------------------- |
| Land of gebied                                                              | halfrond                                       | Tijdzonenaam                                                         |
| Cambodja                                                                    | N                                              | Cambodjatijd (CTZ)                                                   |
| Christmaseiland                                                             | N                                              | Christmaseilandtijd (CXT)                                            |
| Indonesië - Sumatra (Sumatera) - Java - West-Kalimantan - Midden-Kalimantan | N/Z                                            | Indonesische Westelijke Standaardtijd of Waktu Indonesia Barat (WIB) |
| Laos                                                                        | N                                              | Lao-tijd (LAOS)                                                      |
| Rusland (Zone 6) - Chakassië - kraj Krasnojarsk - oblast Kemerovo - Toeva   | N                                              | Krasnojarsktijd (KRAT)                                               |
| Thailand                                                                    | N                                              | Thailandstandaardtijd (TST)                                          |
| Vietnam                                                                     | N                                              | Vietnamstandaardtijd (VST)                                           |
| Landen en gebieden met zomertijd                                            |                                                |                                                                      |
| Land of gebied                                                              | halfrond                                       | Tijdzonenaam                                                         |
| Mongolië (Zone 1) - ajmag Bajan-Ölgii - ajmag Hovd - ajmag Uvs              | N                                              | Hovdtijd                                                             |